# 前758年
| 千纪： | 前1千纪 |
| 世纪： | 前9世纪 \| 前8世纪 \| 前7世纪 |
| 年代： | 前780年代 \| 前770年代 \| 前760年代 \| 前750年代 \| 前740年代 \| 前730年代 \| 前720年代 |
| 年份： | 前763年 \| 前762年 \| 前761年 \| 前760年 \| 前759年 \| 前758年 \| 前757年 \| 前756年 \| 前755年 \| 前754年 \| 前753年                                                                                        |
| 纪年： | 癸未年（羊年）；周平王十三年；周攜王十三年；魯惠公十一年；齊莊公三十七年；晉文侯二十三年；秦文公八年；楚蚡冒六年；宋武公八年；衛武公五十五年；陳平公二十年；蔡戴侯二年；曹繆公二年；鄭武公十三年；燕鄭侯七年 |

## 逝世
- 衛武公，衛國國君。[1]
- 楚蚡冒，楚國國君。[2]